# Système de numérotation des modèles automobiles en Union soviétique et en Russie
 (avril 2022).
La mise en forme du texte ne suit pas les recommandations de Wikipédia : il faut le « wikifier ».
Les points d'amélioration suivants sont les cas les plus fréquents. Le détail des points à revoir est peut-être précisé sur la page de discussion.
- Les titres sont pré-formatés par le logiciel. Ils ne sont ni en capitales, ni en gras.
- Le texte ne doit pas être écrit en capitales (les noms de famille non plus), ni en gras, ni en italique, ni en « petit »…
- Le gras n'est utilisé que pour surligner le titre de l'article dans l'introduction, une seule fois.
- L'italique est rarement utilisé : mots en langue étrangère, titres d'œuvres, noms de bateaux, etc.
- Les citations ne sont pas en italique mais en corps de texte normal. Elles sont entourées par des guillemets français : « et ».
- Les listes à puces sont à éviter, des paragraphes rédigés étant largement préférés. Les tableaux sont à réserver à la présentation de données structurées (résultats, etc.).
- Les appels de note de bas de page (petits chiffres en exposant, introduits par l'outil «  Source ») sont à placer entre la fin de phrase et le point final[comme ça].
- Les liens internes (vers d'autres articles de Wikipédia) sont à choisir avec parcimonie. Créez des liens vers des articles approfondissant le sujet. Les termes génériques sans rapport avec le sujet sont à éviter, ainsi que les répétitions de liens vers un même terme.
- Les liens externes sont à placer uniquement dans une section « Liens externes », à la fin de l'article. Ces liens sont à choisir avec parcimonie suivant les règles définies. Si un lien sert de source à l'article, son insertion dans le texte est à faire par les notes de bas de page.
- La présentation des références doit suivre les conventions bibliographiques. Il est recommandé d'utiliser les modèles {{Ouvrage}}, {{Chapitre}}, {{Article}}, {{Lien web}} et/ou {{Bibliographie}}. Le mode d'édition visuel peut mettre en forme automatiquement les références.
- Insérer une infobox (cadre d'informations à droite) n'est pas obligatoire pour parachever la mise en page.

Pour une aide détaillée, merci de consulter Aide:Wikification.
Si vous pensez que ces points ont été résolus, vous pouvez retirer ce bandeau et améliorer la mise en forme d'un autre article.
Un système normalisé de numérotation des modèles automobiles a été utilisé en Union Soviétique et en Russie. Avec la version moderne du système, il est possible de déterminer le type et la cylindrée d'un véhicule. Cette version moderne de numérotation a été appliquée à partir du milieu des années 1970. Un système similaire est utilisé en République populaire de Chine.

## Ancien système de numérotation
L'ancien système de numérotation a été utilisé à partir de 1945 jusqu'à ce que le nouveau système ne le remplace. Un seul modèle a maintenu sa numérotation selon l'ancien système, l'autobus LAZ-695 N qui est toujours fabriqué.
Selon l'ancien système, le code du véhicule se composait du nom du fabricant et de trois chiffres. Chaque fabricant dispose d'une plage de numéros qu'il utilise pour choisir les références de chaque modèle. Les plages sont les suivantes :
| Numéros   | Constructeur                    | Modèles                              |
| --------- | ------------------------------- | ------------------------------------ |
| 1 - 99    | GAZ                             | GAZ-13 Čajka, GAZ-14 Čajka           |
| 100 - 199 | ZIL                             | ZIL-130                              |
| 200 - 299 | YaAZ, KrAZ                      | YaAZ-200, KrAZ-255                   |
| 300 - 399 | UralAZ                          | Ural-375                             |
| 400 - 450 | MZMA (AZLK), IZh-Avto           | Moskvitch 412                        |
| 450 - 499 | UAZ                             | UAZ-452, UAZ-469                     |
| 500 - 599 | MAZ, BelAZ                      | MAZ-500, BelAZ-540                   |
| 600 - 649 | KAZ                             | KAZ-608                              |
| 650 - 699 | Autobus - PAZ, LiAZ, LAZ        | PAZ-652, LiAZ-677, LAZ-695           |
| 700 - 999 | ErAZ, LuAZ, ZAZ, RAF, Remorques | ErAZ-762, LuAZ-967, ZAZ-968, RAF-977 |

## Système de numérotation actuel
Le système de numérotation actuel, décrit sous le nom de отраслевая нормаль (norme industrielle) ОН 025270-66, a été introduit en 1966 mais n'a pas été appliqué immédiatement. Beaucoup de véhicules mis en fabrication avant le milieu des années 1970 utilisaient toujours l'ancien système de numérotation. Le premier modèle qui a utilisé la nouvelle codification a été l'automobile VAZ-2101 Žiguli, la Fiat 124 fabriquée sous licence en URSS. Les autres constructeurs ont utilisé le nouveau système plus tard : 
- Moskvitch en 1976 avec la Moskvitch 2138/2140,
- GAZ en 1982 avec la GAZ Volga 3102
- etc...

Cette codification est toujours en application en Russie, bien qu'elle ne soit pas strictement respectée par tous les constructeurs.
Selon ce système, la désignation complète du modèle est une combinaison du nom du fabricant (par exemple VAZ) et d'au moins un numéro à 4 chiffres (par exemple 2108) :
dans lequel:
- а — classe du véhicule;

Pour les voitures particulières, la cylindrée du moteur et le poids à vide sont utilisés pour déterminer la classe, des sous-classes (groupes) sont également définies :
| 1er chiffre | Classe         | Groupe | Cylindrée, cm3   | Poids à vide, kg | Exemples (inclus les modèles référencés avec l'ancien système) |
| ----------- | -------------- | ------ | ---------------- | ---------------- | -------------------------------------------------------------- |
| 1           | Mini           | I      | < 849            | < 649            | ZAZ-965 Zaporozhets, VAZ-1111 Oka                              |
| 1           | Mini           | II     | 850 - 1099       | 650 - 799        | Moskvitch 400, ZAZ-1102 Tavriya                                |
| 2           | Citadine       | I      | 1100 - 1299      | 800 - 899        | Moskvitch 402, VAZ-2101 Žiguli                                 |
| 2           | Citadine       | II     | 1300 - 1499      | 900 - 1049       | Moskvitch 408, VAZ-2103 Žiguli                                 |
| 2           | Citadine       | III    | 1500 - 1799      | 1050 - 1149      | Moskvitch 412, VAZ-2106 Žiguli                                 |
| 3           | Moyenne        | I      | 1800 - 2499      | 1150 - 1299      | GAZ-M20 Pobieda                                                |
| 3           | Moyenne        | II     | 2500 - 3499      | 1300 - 1499      | GAZ-21 Volga, GAZ-3102 Volga                                   |
| 4           | Grande berline | I      | 3500 - 4999      | 1500 - 1899      | GAZ-12 ZIM                                                     |
| 4           | Grande berline | II     | 5000 +           | 1900 +           | GAZ-13 Chaïka                                                  |
| 5           | Supérieure     | —      | (non-réglementé) | (non-réglementé) | ZIL-111, ZIL-4104                                              |

Pour les véhicules industriels (camions), le poids total est utilisé :
| 1er chiffre | Poids total         |
| ----------- | ------------------- |
| 1           | < 1200 kg           |
| 2           | 1200 kg - 2000 kg   |
| 3           | 2000 kg - 8000 kg   |
| 4           | 8000 kg - 14000 kg  |
| 5           | 14000 kg - 20000 kg |
| 6           | 20000 kg - 40000 kg |
| 7           | > 40000 kg          |

Pour les autobus, la longueur est utilisée :
| 1er chiffre | Longueur    |
| ----------- | ----------- |
| 2           | < 5 m       |
| 3           | 6 - 7.5 m   |
| 4           | 8 - 9.5 m   |
| 5           | 10.5 – 12 m |
| 6           | 16 m et +   |

- b — type de véhicule ;

| 2 ième chiffre | Type de véhicule                  |
| -------------- | --------------------------------- |
| 1              | automobile                        |
| 2              | autobus                           |
| 3              | camion                            |
| 4              | véhicule articulé (semi-remorque) |
| 5              | tombereau                         |
| 6              | camion-citerne                    |
| 7              | camionnette (van / fourgon)       |
| 8              | réservé                           |
| 9              | véhicules spéciaux                |

- c & d — numéro de modèle d'usine

Le cinquième chiffre est facultatif et est utilisé pour spécifier les différentes versions ou les modifications apportées à un même modèle.
Le sixième chiffre est parfois utilisé pour spécifier les variantes d'exportation.
De plus, plusieurs chiffres séparés par un tiret peuvent être utilisés pour spécifier les packs d'options.
Le système présente de multiples inconvénients. Certains véhicules ne peuvent pas être codifiés correctement parce que leur cylindrée et leur poids à vide appartiennent à des catégories différentes. Ce problème est souvent apparu lors de modifications apportées à des modèles de faible ou de forte cylindrée. Habituellement, ceux-ci sont codifiés selon l'index du modèle de base. Par exemple, la Volga GAZ-31011 à moteur V8 de 5,5 litres a été codifiée ainsi parce que son modèle de base était la GAZ-3101 de 2,99 litres. La version actualisée aurait dû être codifiée avec "4" comme premier chiffre correspondant à la cylindrée. La Moskvitch-214145 Svyatogor (basée sur la Moskvitch 2141 Aleko) était équipée d'un moteur Renault F3R de 2,0 litres, elle est donc passée dans la classe "Moyenne" selon sa cylindrée (plus de 1.800 cm3), mais reste dans la classe "Citadine" en fonction de son poids à vide.
Cependant, le système fonctionnait très bien en majorité pour son époque, principalement parce que de nouveaux modèles étaient spécifiquement créés pour s'adapter aux classes et sous-classes, et les modifications avec des moteurs de faible ou forte puissance étaient très rares.
Ce système de codification n'était normalement pas utilisé pour les marchés d'exportation, où différents les dénominations des véhicules faisait généralement référence à la cylindrée du moteur, comme "Moskvitch 1500" pour la voiture connue sous le nom de Moskvitch 2140, ou des noms, comme "Moskvitch Aleko" pour Moskvitch 2141. Cependant, tous les modèles exportés conservaient les index de référence basés sur le système de numérotation soviétique, utilisés pour les pièces détachées et la documentation.
À la fin de la période soviétique, le nom des modèles a été utilisé au niveau national avec des index standardisés, tels que - Lada Spoutnik pour VAZ-2108, connue en Europe sous le nom de Lada Samara, VAZ-2109 et leurs modifications.

### Exemples
VAZ-21063 : véhicule produit par AvtoVAZ, véhicule de tourisme (1), avec un moteur d'une cylindrée comprise entre 1.200 et 1.800 cm3 (2), sixième modèle de l'usine (06) et représente la troisième modification du modèle (3).
GAZ-31029-51 : véhicule de tourisme (1), de la classe moyenne (3) produit par GAZ, avec une cylindrée comprise entre 1.800 et 3.500 cm3, deuxième modèle (02), neuvième modification (9), avec le groupe d'options usine #51 installé (51).

## Utilisation par AvtoVAZ
Chaque modèle AvtoVAZ (Lada) possède un index interne qui reflète le niveau de modifications, en fonction du moteur et des autres options installées. Par exemple, la variante VAZ-21103 a le moteur 1,5 litre 16V, tandis que la VAZ-21104 utilise le dernier moteur à injection de carburant 1,6 litre 16V. Depuis 2001, les niveaux de finition sont également indiqués en incluant un nombre selon l'index principal : « -00 » signifie niveau de finition de base, « -01 » signifie finition standard et « -02 » désigne la version de luxe. Par exemple, la VAZ-21121-02 (Lada Niva) signifie Lada 112 à hayon avec un moteur SOHC de 1,6 L et une finition de luxe.
Le nom de la voiture est formé à partir du nom de modèle de l'index VAZ. Les modèles classiques dérivés de la Fiat 124 étaient connus sur le marché intérieur soviétique sous le nom de Žiguli (Жигули) jusqu'à la fin des années 1990, lorsque le nom a été abandonné. La gamme VAZ 2104-2107, ainsi que la série 110, n'ont en fait pas de nom de modèle. La gamme "Sputnik" restylée a été renommée Samara, mais la Niva et l'Oka ont conservé leurs noms. Dans les années 2000, la marque VAZ a été remplacée au profit de Lada et les dénominations des modèles d'exportation ont été simplifiées. La VAZ-2104 est devenue Lada 2104, la VAZ-2110 est devenue Lada 110, la VAZ-2114 est devenue Lada Samara (à hayon) ou Lada 114.
Le nom des modèles a également changé d'un marché à l'autre en fonction de la consonance dans la langue du pays. Pour ne pas se tromper, il est conseillé de se référer uniquement au numéro code du modèle car il reste le même pour tous les marchés.

## Avenir du système
L'avenir de la norme n'est pas assuré. Tous les constructeurs automobiles russes ne continuent pas à le suivre. AvtoVAZ suit toujours cette norme pour identifier en interne les plates-formes de modèles, mais ne respecte pas la norme sur ses nouveaux modèles comme la Lada Kalina, sortie en 2004, en supprimant le premier chiffre requis "2" et en numérotant les différentes versions de carrosserie :
- 1117 pour la version break 5 portes,
- 1118 pour la version berline 4 portes,
- 1119 pour la berline 5 portes avec hayon, malgré un moteur de 1,6 litre de cylindrée.